# Thomas Fowell Buxton
Thomas Fowell Buxton, né le 1er avril 1786 à Castle Hedingham et mort le 19 février 1845, à Northrepps Hall, Norfolk, 1er baronnet, est un député du Parlement du Royaume-Uni, brasseur et abolitionniste britannique.
Il participe à la fondation de l'Anti-Slavery Society en 1823 et est devenu une des personnalités politiques engagées dans l'abolition de l'esclavage au Royaume-Uni à la suite de William Wilberforce. Sa fille Priscilla Buxton l'aide dans son combat.
Un monument lui est consacré dans l'abbaye de Westminster et un mémorial à l'émancipation des esclaves lui est consacré aux Victoria Tower Gardens.